# 李子チー
李子柒（リー・ズーチー、英語: Li Ziqi、1990年7月6日 - ）は、中華人民共和国のビデオブロガー。伝統的な中国料理や生活風景をテーマとした動画を配信する。WeiboやYouTubeなどのサービスで動画配信を行う。
動画は主に四川省綿陽市の山中を舞台に作成される。理想的な田園生活、田舎を舞台に伝統的中国文化様式で暮らす姿から「仙女」ともあだ名される。
チャンネル登録者は1,600万人（2021年8月現在）を数え、「YouTubeの中国語チャンネルにおける最多登録者数」というギネス世界記録を持つ。
2021年7月以降に更新が停止。
2024年11月12日に更新再開。

## 人物
1990年に中国四川省に生まれる。幼少期に両親が離婚、実母は家を出て、後に父と継母と暮らすこととなる。しかし、父が死別し、継母による苛めを受けたこと等から、田舎の祖父母に引き取られ生活をしていた。
祖父の死後、祖母は教育費を払うことができなかったため、14才で学校を中退し町で働き始め、歌手、ウェイトレス、ディスクジョッキー等の仕事をしていたが、2012年に祖母の看病の為に田舎暮らしを始めた。
生活の為にネットショップを開設したことをきっかけに、李は商品販売のための動画の配信を始める。2016年3月頃から「美拍」に動画投稿を始めた。当初はまったく注目されなかったが、動画撮影チームを作成して撮影を継続し、2017年には李の作成する動画の再生回数は30億回を超え、中国内外でも著名なビデオブロガーとなった。
李の動画は主に四川省綿陽市の山中を舞台とし、屋外で伝統的な手法を用いて調理する姿が撮影される。撮影に用いられる中庭には色とりどりの樹木、花、野菜などが植えられ、田園風景の美しさが切り取られる。動画の中で彼女が喋る部分は少ない。また、セルフブランディングが重視されており、広告収入を目的としたショートタイムの宣伝動画が挿入されないことも特徴の一つである。
2018年、「新传统、慢生活（新しい伝統、スローライフ）」をテーマとした食品ブランド「李子柒」を始める。この公式ショップは開始当日に2,000万元を売り上げた。2019年にはフォーブス中国版で「最新50人のオピニオンリーダー」の一人に選ばれた。